# North Windham (Maine)
North Windham is een plaats (census-designated place) in de Amerikaanse staat Maine, en valt bestuurlijk gezien onder Cumberland County.

## Demografie
Bij de volkstelling in 2000 werd het aantal inwoners vastgesteld op 4568.

## Geografie
Volgens het United States Census Bureau beslaat de plaats een oppervlakte van 18,8 km², waarvan 18,0 km² land en 0,8 km² water.

## Plaatsen in de nabije omgeving
De onderstaande figuur toont nabijgelegen plaatsen in een straal van 24 km rond North Windham.